# Daniel Freixes

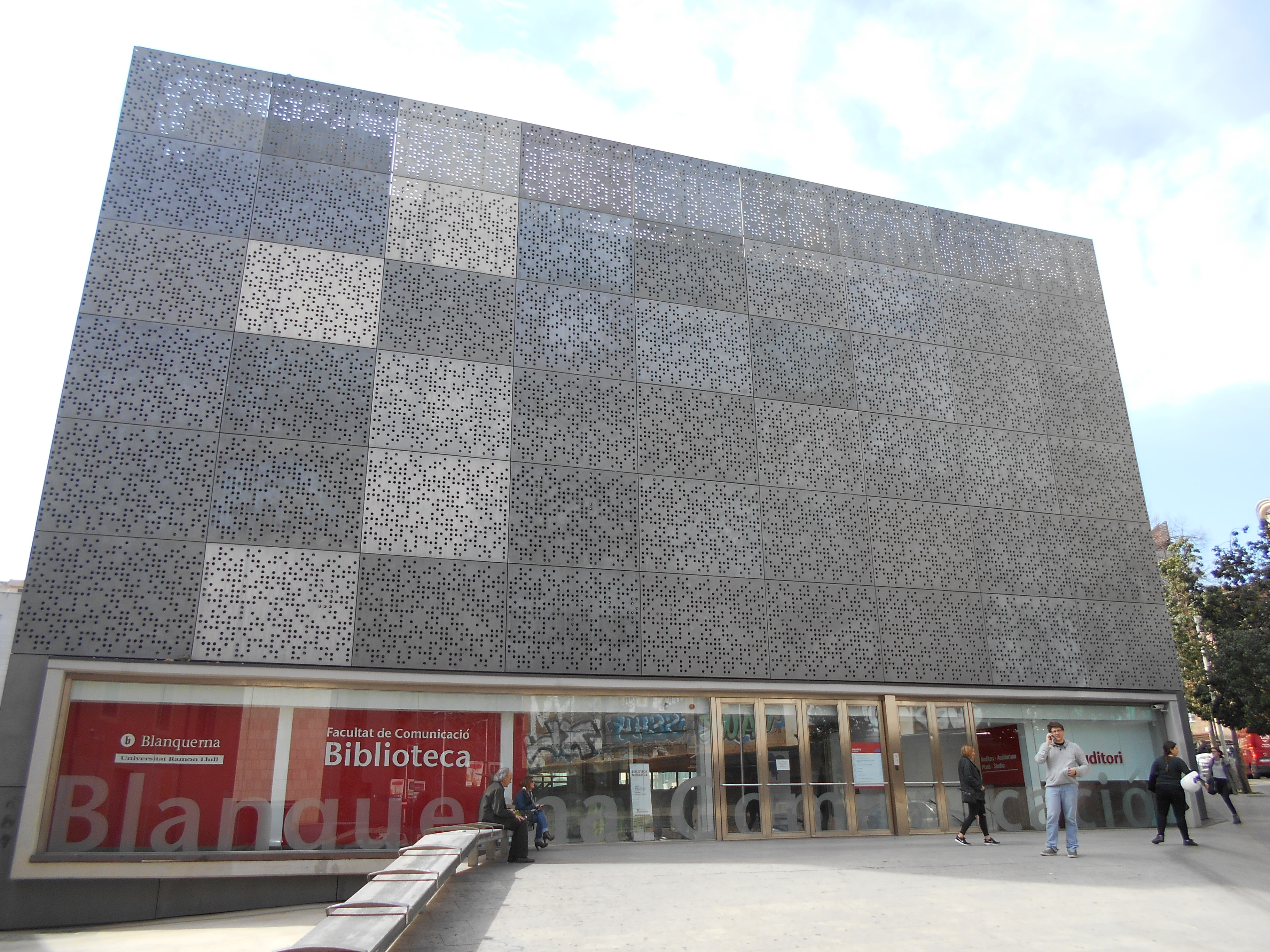
Biblioteca de la Facultad Blanquerna (1994-1996), de Daniel Freixes, Vicente Miranda, Vicenç Bou y Eulàlia González.

Daniel Freixes i Melero (Barcelona 1946) es un arquitecto español, especialista en la rehabilitación de espacios arquitectónicos y en el diseño de espacios efímeros.

## Biografía
Nació en 1946 en la ciudad de Barcelona. Su actividad profesional se centra en el despacho de arquitectos "Varis Arquitectes SL", junto a Eulàlia González y Vicenç Bou.
En el año 2001 fue galardonado con el Premio Nacional de Diseño, concedido por el Ministerio de Ciencia y Tecnología y la Fundación BCD (Barcelona Centro de Diseño), para la realización del proyecto museográfico del Museo de la Pesca de Palamós. En el año 2007 fue galardonado con el Premio Nacional de Arquitectura y Espacio Público concedido por la Generalidad de Cataluña por el Parque Arqueológico Minas de Gavá.

## Obra artística
Entre sus obras destacan el Parque del Clot, la Facultad de Ciencias de la Comunicación de la Universidad Ramon Llull, la coctelería Zsa-Zsa en Barcelona, el Museo de la Pesca de Palamós, el parque temático Felifonte en Tarento (Italia) y un conjunto de viviendas plurifamiliares en Reus (en colaboración con Josep Llobet). Asimismo, ha desarrollado las exposiciones "Cien años en Barcelona: Mariscal en el Moll de la Fusta" y "El Dublín de James Joyce" en Barcelona, los montajes multimedia "¡Tierra!" del Pabellón de la Navegación de la Exposición Universal de Sevilla de 1992 y "El mundo del Císter en Cataluña" en el Monasterio de Santes Creus.
Ha trabajado en los proyectos de remodelación del Parque de Atracciones Tibidabo de Barcelona (en colaboración con Eulàlia Bosch), el Museo de la Música de Barcelona (en colaboración con Rafael Moneo y Andreu Arriola), el Parque Arqueológico Minas de Gavá, el Museo de la Vida Rural de l’ Espluga de Francolí y el museo Parque de la prehistoria de Teverga (Asturias)
En 2015 se encargó de la renovación de la museografía de Museo Diocesano de Barcelona, dando origen a The Gaudí Exhibition Center. También ha participado activamente en el desarrollo del Centenario del Instituto de Estudios Catalanes mediante la realización de una exposición.
En la actualidad está construyendo en Valls el edificio que será sede del Museo Casteller de Cataluña.